# Pobocznica

Pobocznica

Pobocznica jest w heraldyce jedną z figur zaszczytnych. Stanowi ją pas u prawego lub lewego brzegu pola tarczy o szerokości ok. ⅓ (najczęściej 2/7) szerokości tegoż pola. Pobocznicę prawą (po prawej stronie) blazonuje się po prostu jako pobocznicę, a lewą jako pobocznicę lewą.

## Przykłady

Pobocznica w herbie fińskiej gminy Pielisjärvi
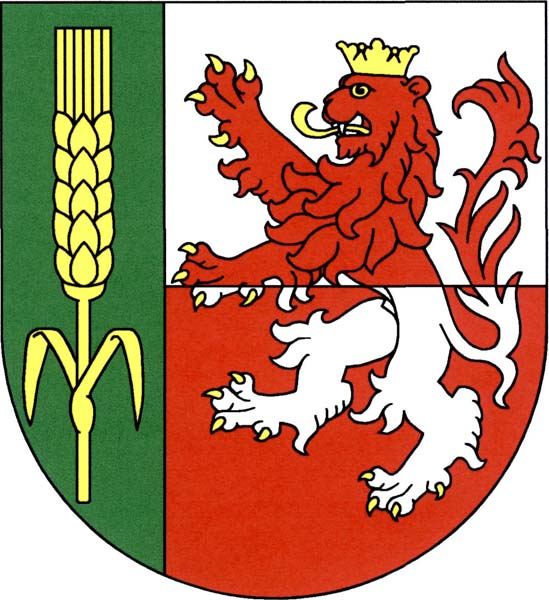
Pobocznica w herbie czeskiej gminy Račiněves
Pobocznica lewa falista w herbie fińskiej gminy Ii
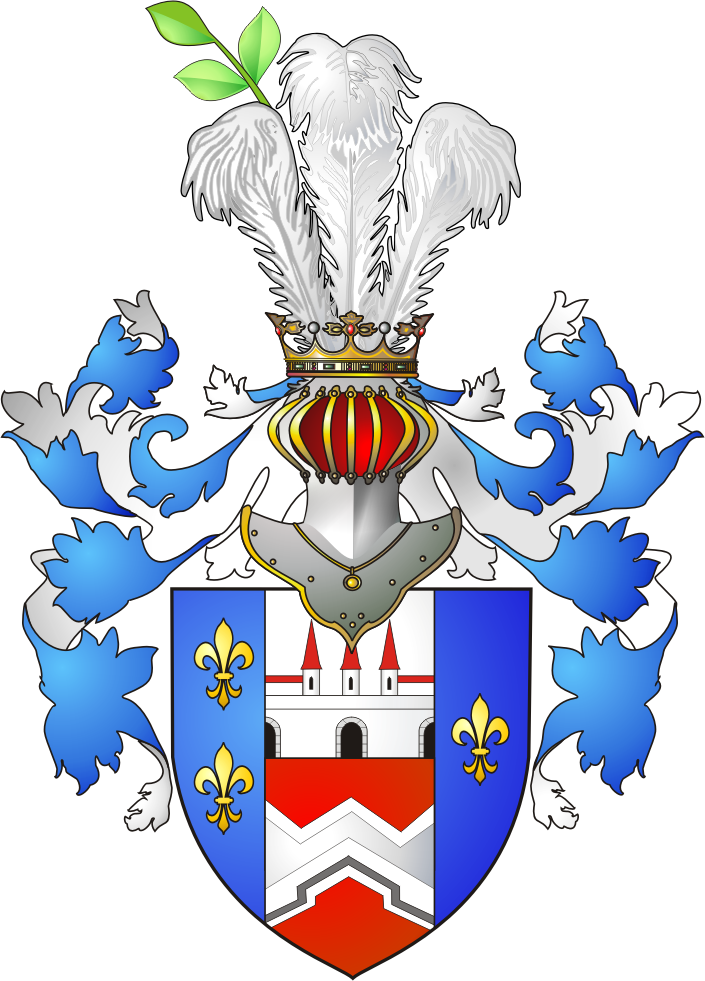
Dwie pobocznice w herbie Bastion